# Otoba lehmannii
Otoba lehmannii är en tvåhjärtbladig växtart som först beskrevs av Albert Charles Smith, och fick sitt nu gällande namn av Alwyn Howard Gentry. Otoba lehmannii ingår i släktet Otoba och familjen Myristicaceae. Inga underarter finns listade i Catalogue of Life.